# Grüner Bogen Paunsdorf
Der Grüne Bogen Paunsdorf ist ein Landschaftsraum im Nordostteil Leipzigs. Das landschaftsarchitektonische Gesamtkonzept des Grünen Bogens Paunsdorf resultiert aus einem städtebaulich-landschaftsplanerischen Realisierungswettbewerb des Jahres 2000. Danach entstanden in Verbindung mit Naturschutzstrategien aus landwirtschaftlichen und militärischen Brachflächen hochwertige Erholungsräume.

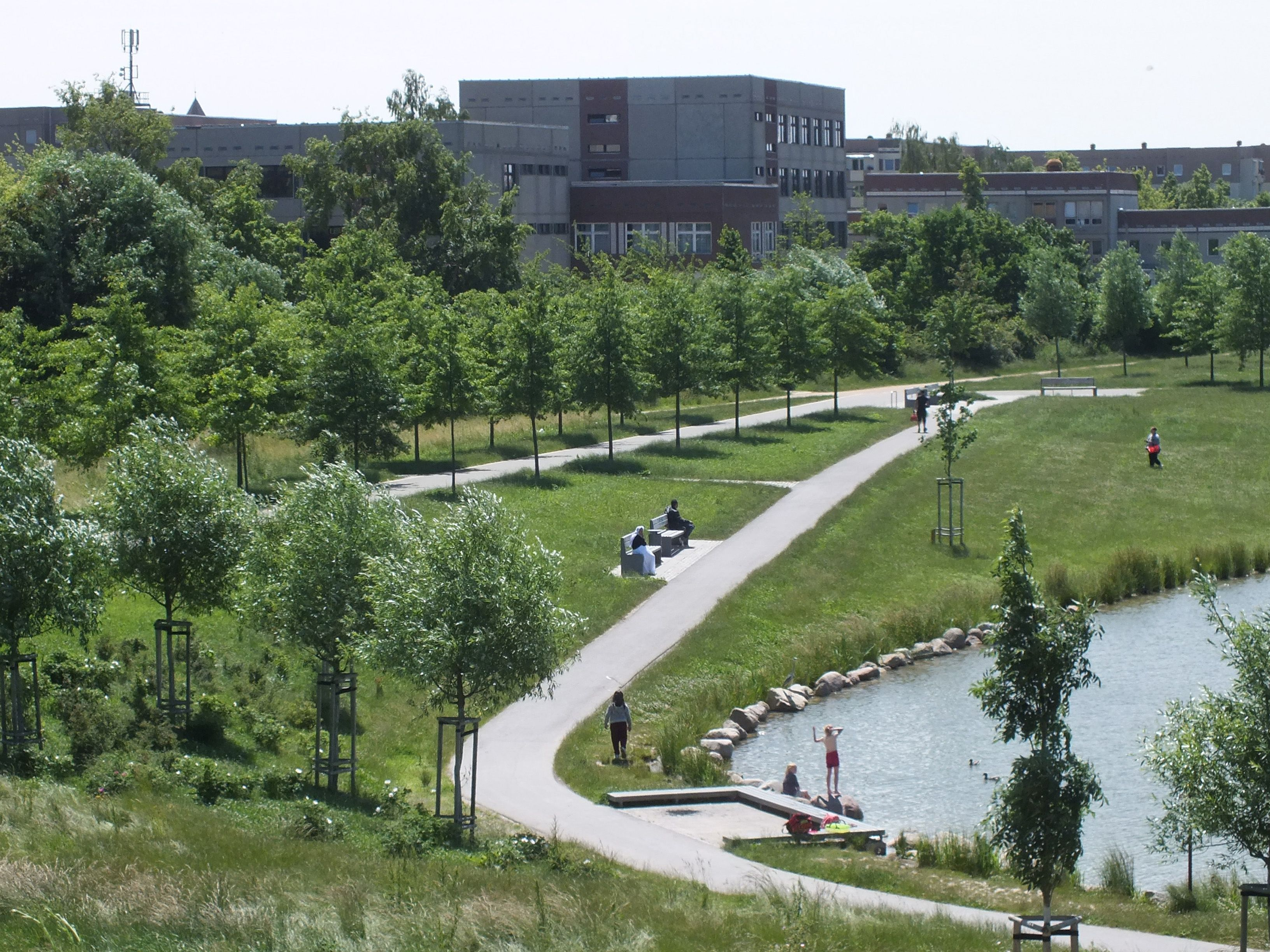
Partie im Bürgerpark Paunsdorf

Der Grüne Bogen Paunsdorf umgibt die Plattenbausiedlung Paunsdorf-Nord im Westen mit dem Bürgerpark Paunsdorf im Norden mit dem Beweidungsprojekt Heiterblick und im Osten mit dem Paunsdorfer Wäldchen. Diese drei Teile bilden zusammen mit weiteren Bereichen im Nordosten seit 2011 das Landschaftsschutzgebiet Paunsdorfer Wäldchen – Heiterblick.

## Bürgerpark Paunsdorf
Der Bürgerpark Paunsdorf entstand auf einer 12,2 ha großen Brachfläche westlich der Plattenbausiedlung Paunsdorf-Nord, die bis Anfang der 1990er-Jahre landwirtschaftlich genutzt wurde. Baumbestandene Alleen und Spazierwege umrunden einen zentralen Landschaftssee von etwa 350 Metern Länge und ca. 200 Metern Breite. Der See ist etwa zwei Meter tief. An seiner schmalsten Stelle überspannt ihn eine Fußgänger- und Radfahrerbrücke und lässt so scheinbar einen Nord- und einen Südteil entstehen. Der See fungiert als naturnahes Regensammelsystem für das weitgehend versiegelte westlich gelegene Gewerbegebiet Heiterblick, insbesondere nach der Ansiedlung des Unternehmens Amazon. Für die Sicherung der Wasserqualität sorgt eine Sprudelanlage am nördlichen Seeufer mit angeschlossenem Reinigungsgraben, wodurch auch die Wasserzirkulation im See erreicht wird. Der See dient auch als Angelgewässer mit einem behindertengerechten Zugang.
Bei der Anlage des Sees wurden aus dem Aushub zwei Hügel aufgeschüttet, die eine abwechslungsreiche Landschaftsstruktur ergeben. Der südliche Hügel, auf den ein barrierefreier Weg führt, wurde mit einer Sitzgruppe zu einem Ruhe- und Aussichtspunkt gestaltet.
Ein Jugendtreff und ein Kinderspielplatz vervollständigen das Naherholungsangebot des Bürgerparks für die 17.000 Einwohner der Plattenbausiedlung.
Im Bau befindet sich (2016) eine öffentlich nutzbare Wegeverbindung zwischen der Südwestecke des Parks und der alten Ortslage Paunsdorf mit einem begrünten Freiraum mit Spiel- und Sportbereichen.

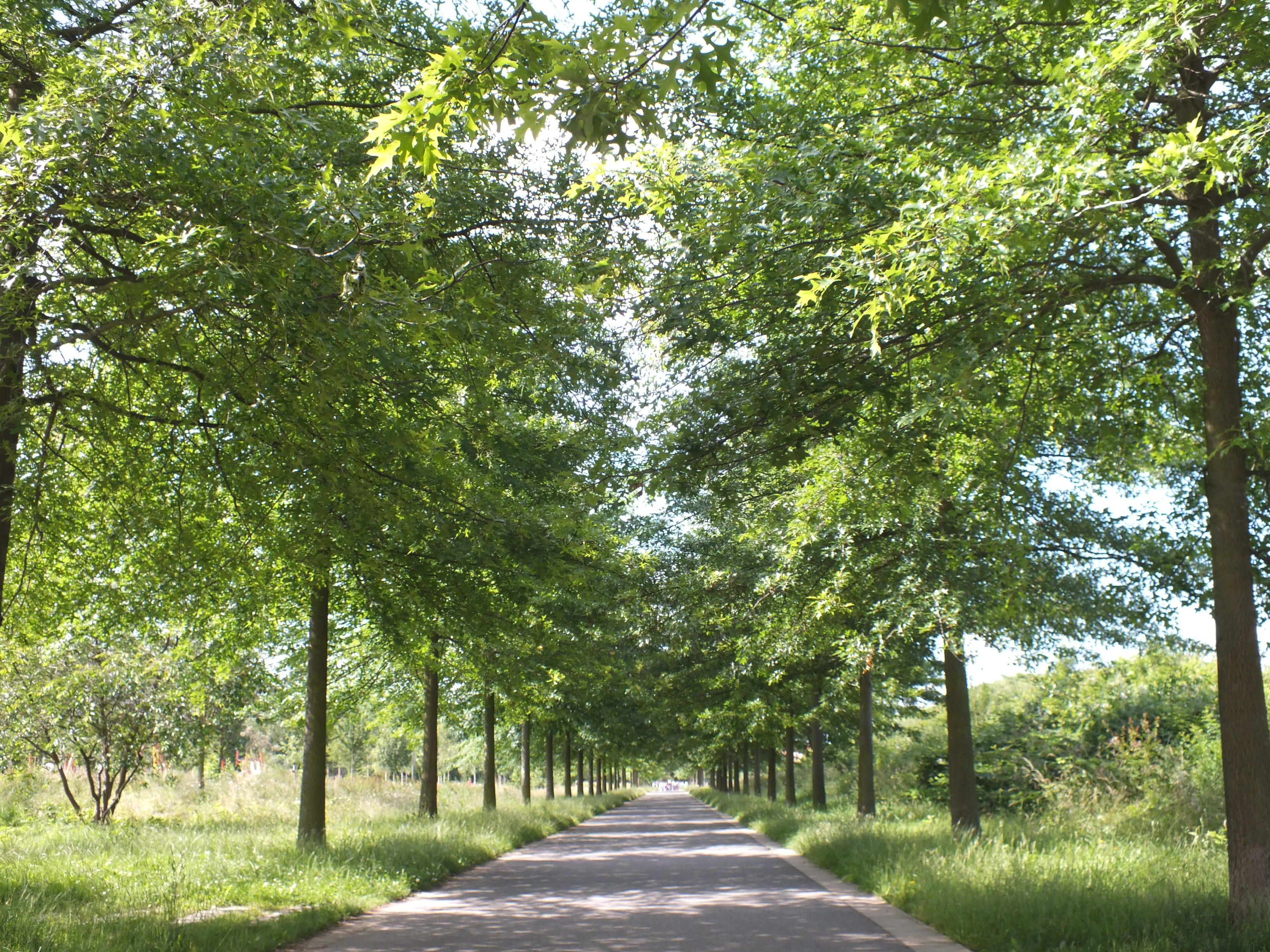
Parkallee
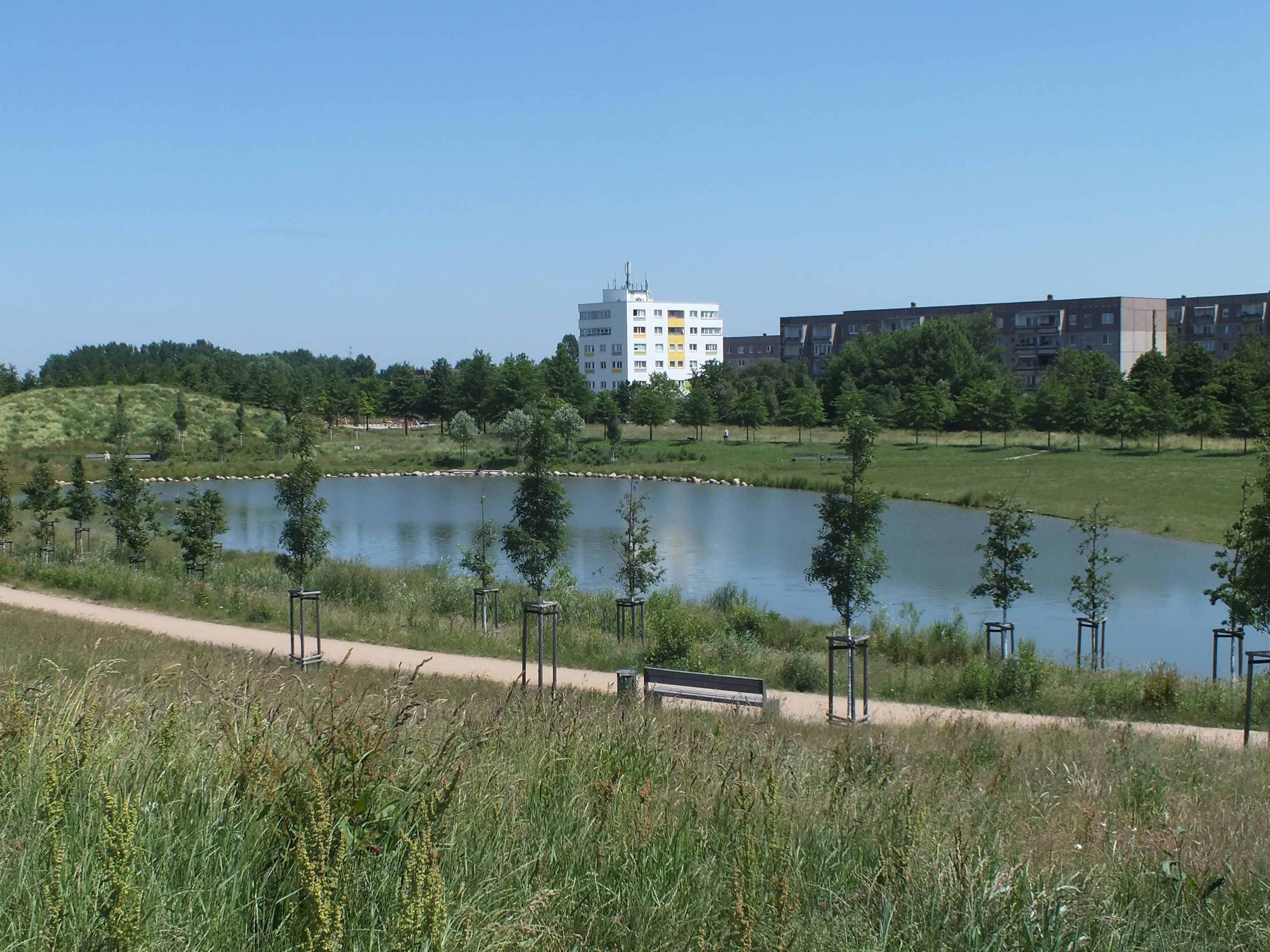
Südteil des Sees
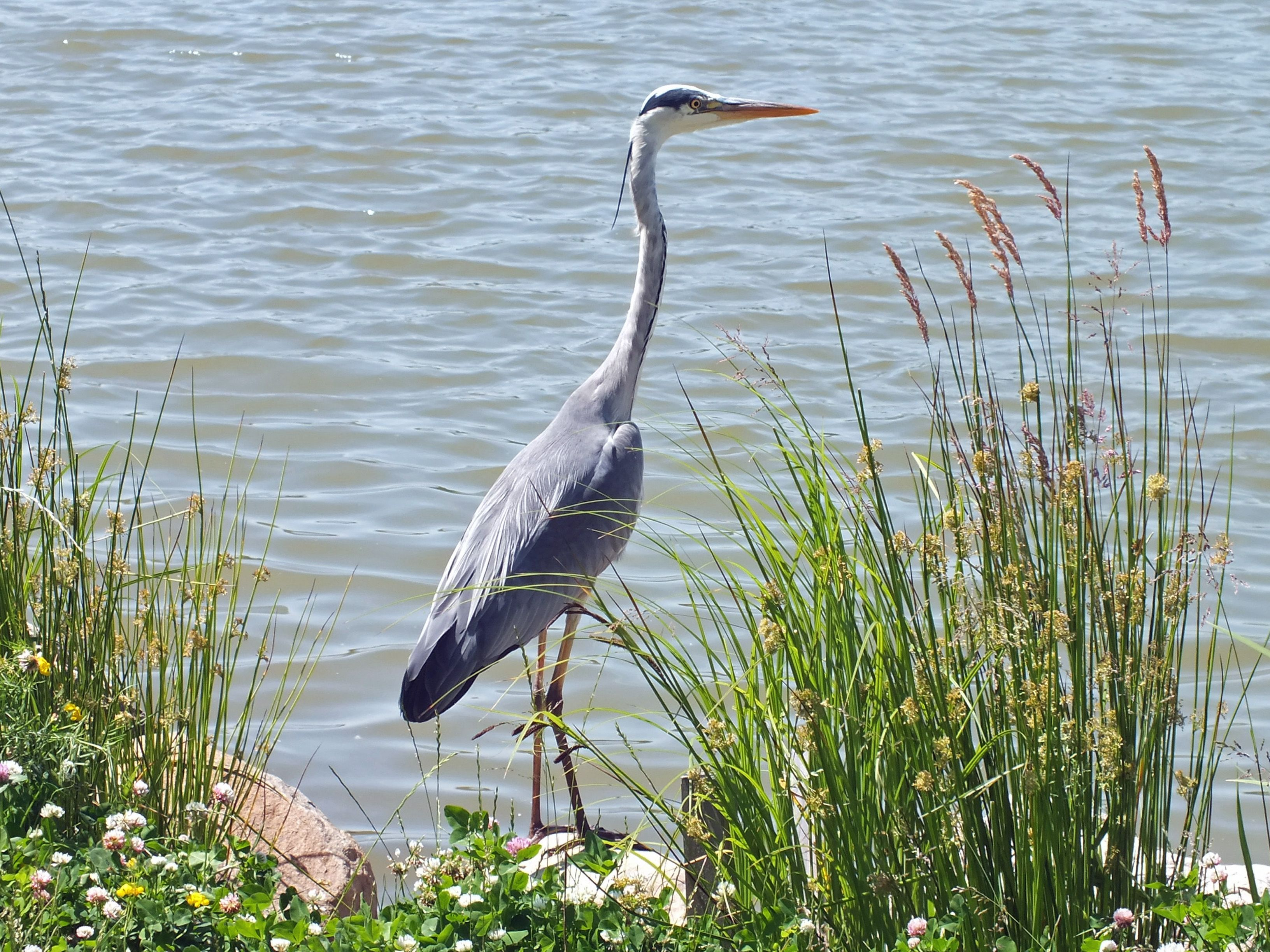
Graureiher am See
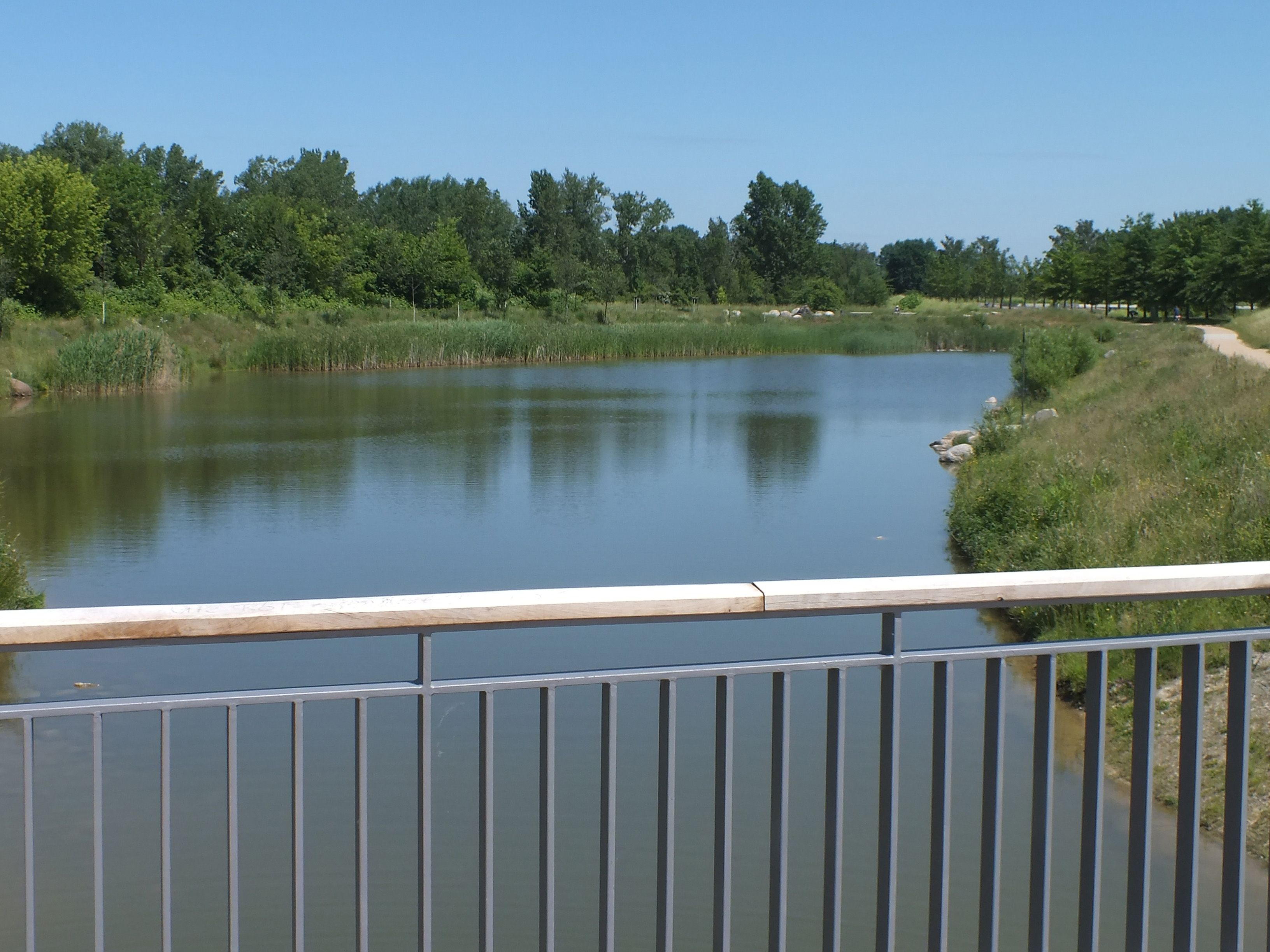
Nordteil des Sees
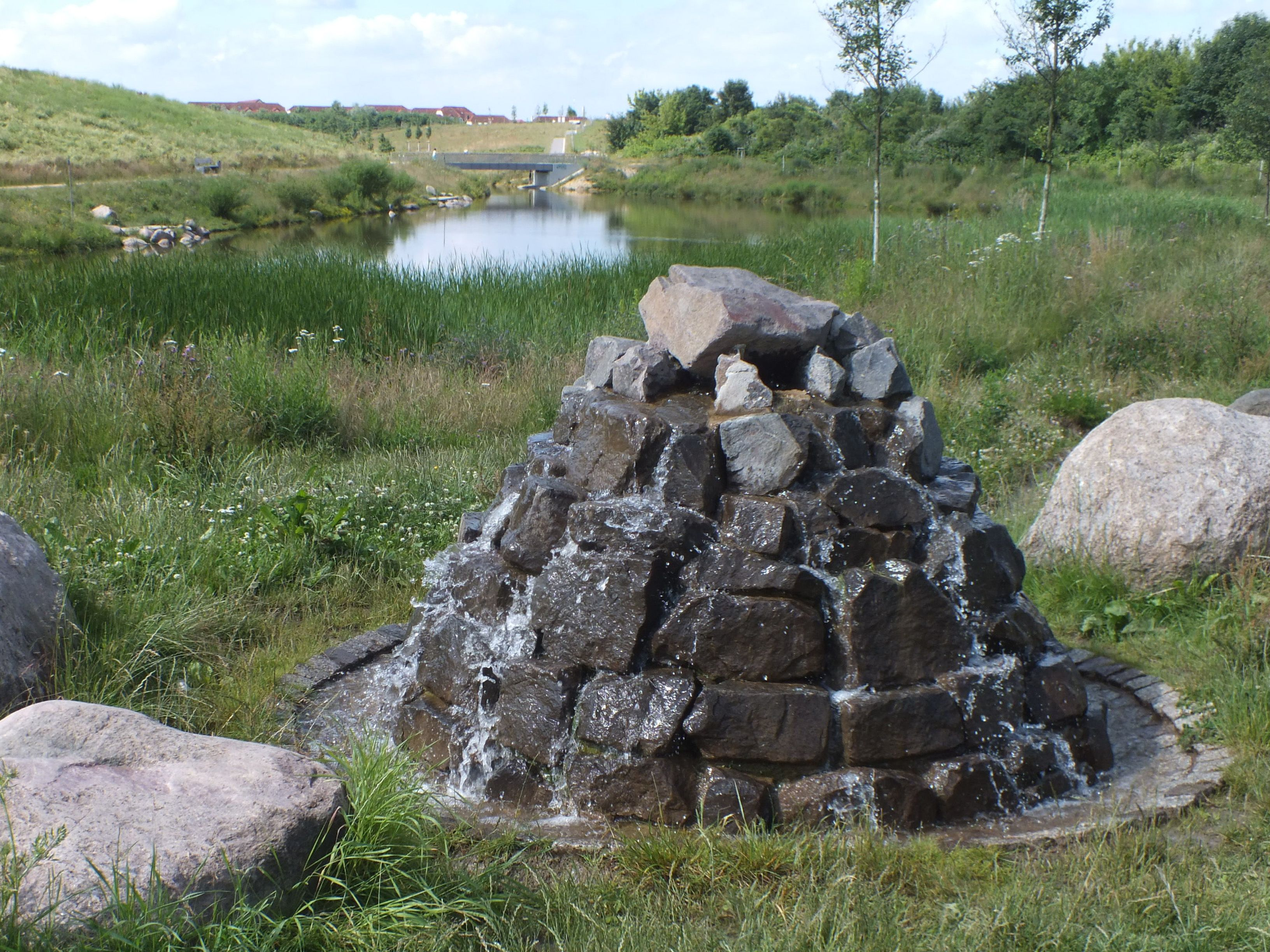
Wassersprudelanlage

## Beweidungsprojekt Heiterblick

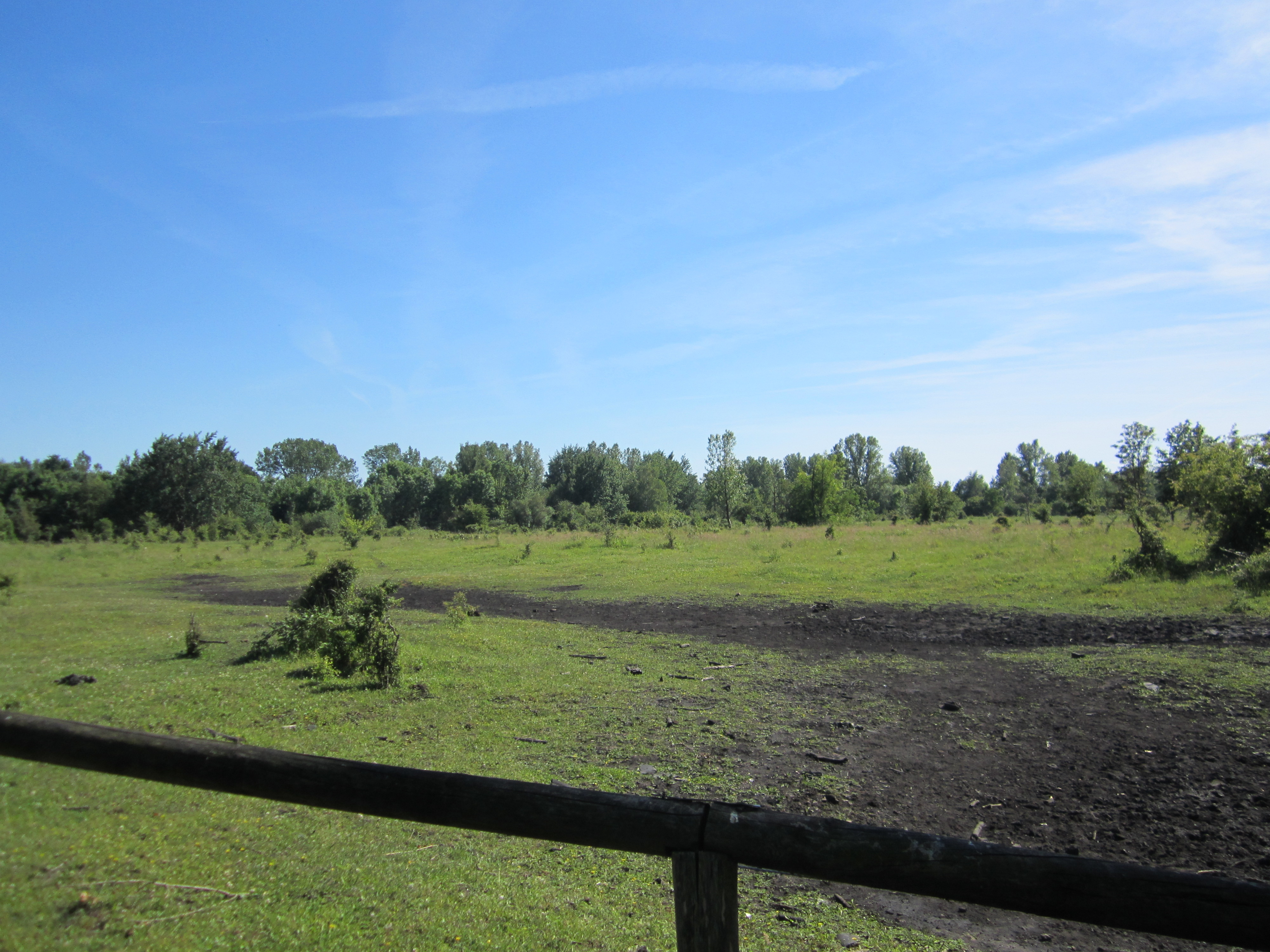
Beweidungsprojekt Heiterblick
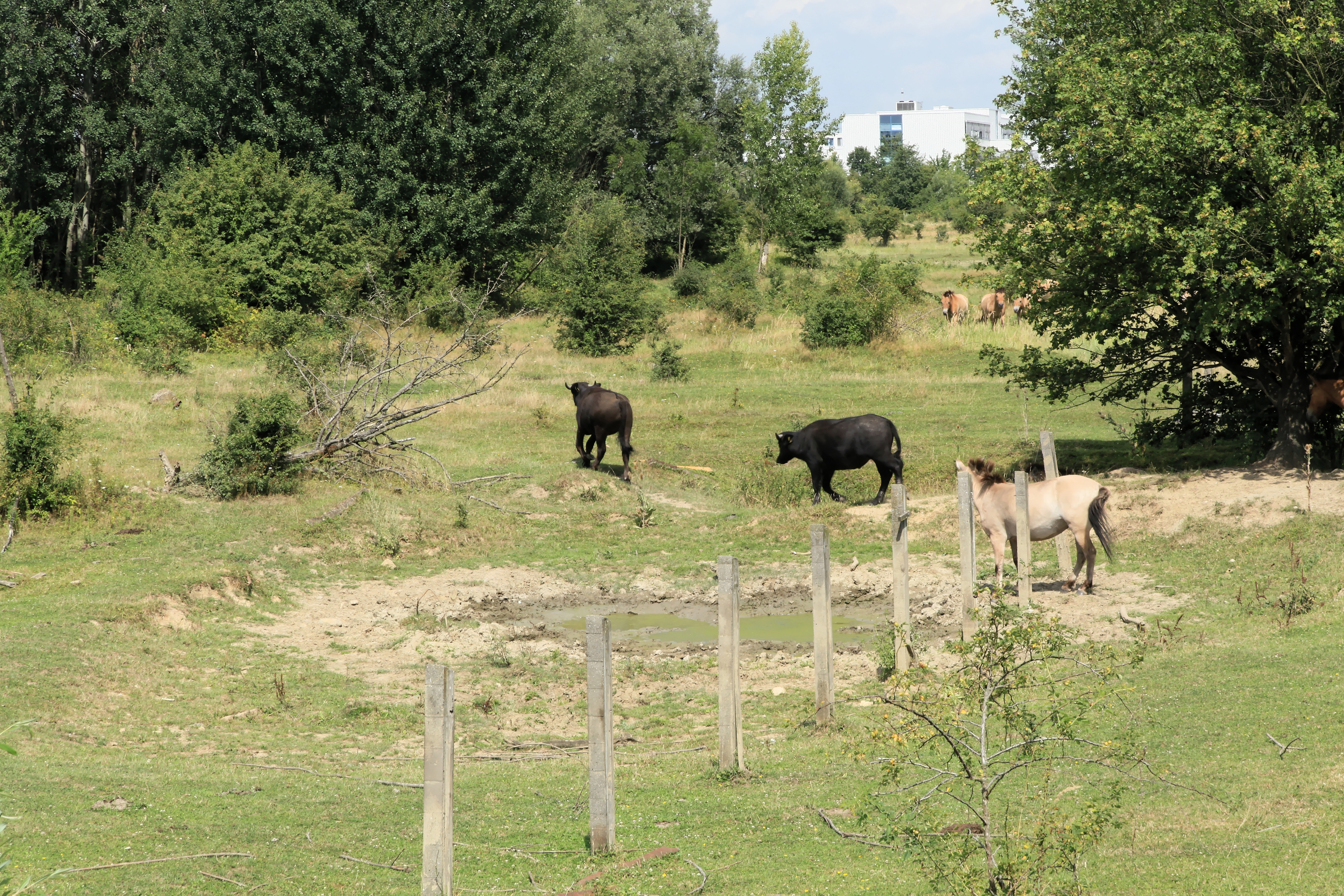
Wasserbüffel und Przewalski-Pferde

Seit 2004 wird auf dem ehemaligen Militärgebiet der Kaserne Heiterblick, auf dem zu DDR-Zeit auch die Leipziger Kampfgruppen übten, ein besonderes Biotop-Projekt gepflegt. In dem 35 Hektar großen Gelände mit offenen Wiesenflächen, Waldstücken und Tümpeln fanden nach dem Ende seiner militärischen Nutzung nach der Wende seltene Tierarten, wie Moorfrosch, Kammmolch sowie Libellen- und Vogelarten einen idealen Lebensraum.
Um die Landschaft vor Verwaldung zu schützen, wurde die ganzjährige Beweidung durch frei lebende Herdentiere eingerichtet. Wasserbüffel und Przewalski-Pferde verhindern die Ausbreitung des Gehölzaufwuchses und verdrängen Bestände von Land-Reitgras sowie eingeschleppte Pflanzen wie die Kanadische Goldrute. Offene Wasserflächen und Grünland mit Flutrasen konnten sich dank der Beweidung äußerst positiv entwickeln.
Das gesamte Gelände ist eingezäunt. Ein Rundweg von 2,6 km Länge führt, meist zaunnah, um das gesamte Gebiet. Am Südrand des Geländes zum Wohngebiet Paunsdorf-Nord ist in Verbindung mit dem Bürgerpark Paunsdorf 2004 eine Beobachtungsterrasse errichtet worden.

## Paunsdorfer Wäldchen

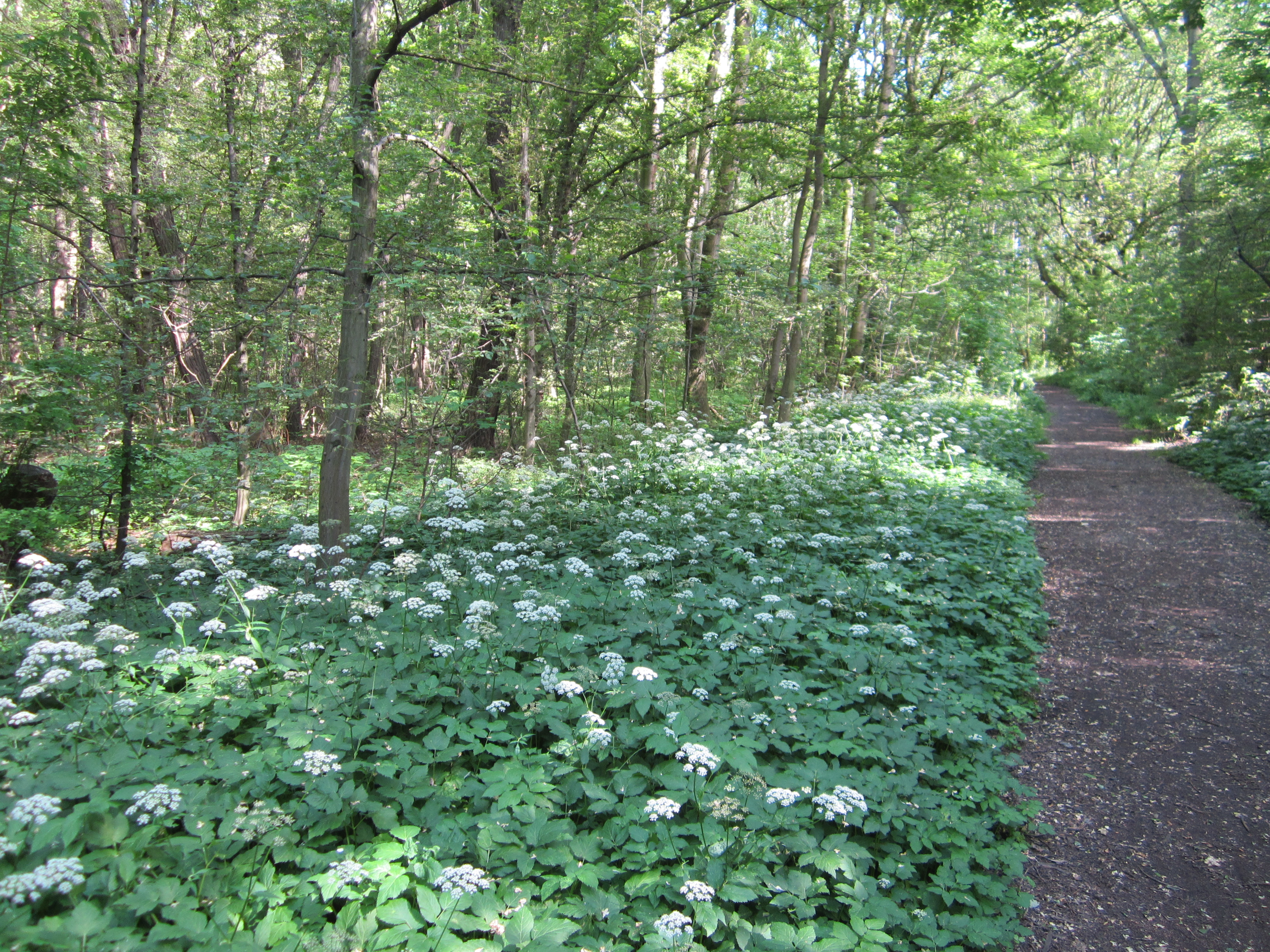
Im Paunsdorfer Wäldchen
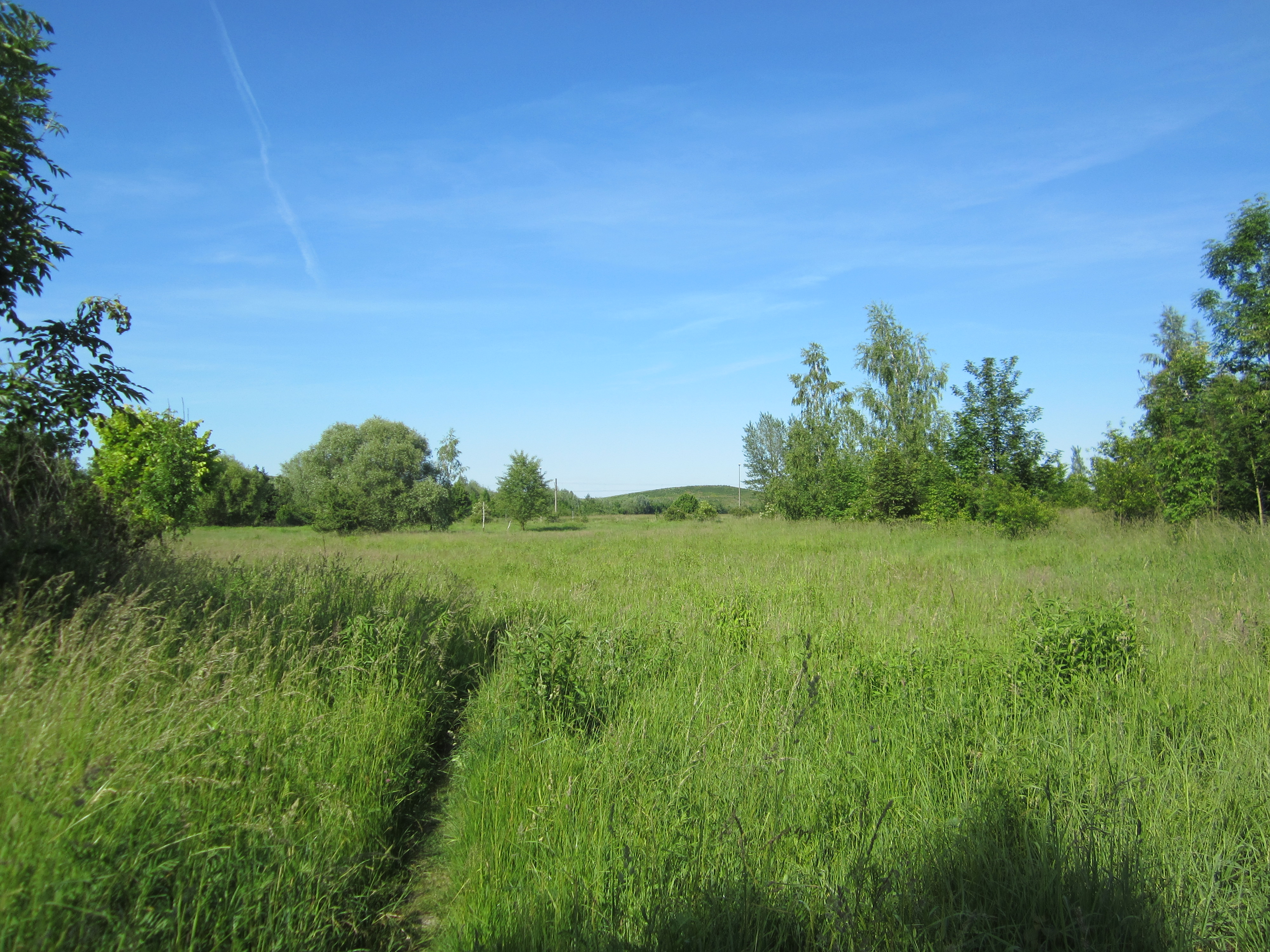
Südostteil des Gebietes

Das Paunsdorfer Wäldchen ist zum einen ein Waldgebiet von 800 Meter Länge und 400 Meter Breite, das in Nordwest-Südostrichtung verläuft, sich über die Heiterblickallee an das Beweidungsprojekt Heiterblick anschließt und bis zur Bundesstraße 6 (Permoserstraße) reicht. Es wird von einigen Waldwegen durchquert. Dieses „alte“ Paunsdorfer Wäldchen ist ein geschlossener Laubwald, dem sich im Südosten eine aus ehemaligem Brachland entstandene offenere Waldlandschaft anschließt, die auch als Schafweide genutzt wird.
Am südlichen und westlichen Rand des Paunsdorfer Wäldchens verläuft der Lösegraben, der das Gebiet entwässert.
Erst 2014 kam das alte Paunsdorfer Wäldchen durch Kauf ins Eigentum der Stadt Leipzig. Danach wurden forstliche Pflegearbeiten eingeleitet.

## Auszeichnungen
Das Projekt Grüner Bogen Paunsdorf erhielt folgende Auszeichnungen:
- 2007 Leipziger Architekturpreis[6]
- 2007 Nominierung zum „International Urban Landscape Award“
- 2011 Sonderpreis „Natur in der Stadt“ im Rahmen des Wettbewerbs „Bundeshauptstadt der Biodiversität 2011“[7]